# Primo Carnera
Primo Carnera (ur. 6 października 1906 w Sequals, zm. 29 czerwca 1967 tamże) – włoski bokser, zawodowy mistrz świata kategorii ciężkiej, później wrestler.
Kariera pięściarska Carnery była pełna kontrowersji. Posiadał bardzo dobre warunki fizyczne (197 cm wzrostu i 125 kg wagi). Według doniesień prasowych nie dysponował jednak mocnym ciosem ani dobrą techniką bokserską. Niektórzy komentatorzy uważają, że walki Carnery były ustawiane przez gangsterów, którzy nim kierowali.
Carnera pierwszą walkę zawodową stoczył w 1928. Pierwszym znanym bokserem, z którym się zmierzył, był Young Stribling. Walka 18 listopada 1929 w Londynie zakończyła się dyskwalifikacją Striblinga za zbyt niski cios. W rewanżu 7 grudnia tego roku w Paryżu zdyskwalifikowany został Carnera za cios po gongu kończącym 7. rundę.
Od 1930 walczył w Stanach Zjednoczonych, gdzie wygrał pierwszych 17 walk przez nokaut. Następnie pokonał przez dyskwalifikację George’a Godfreya, a także Hiszpana Paulino Uzcuduna. W tym roku przegrał tylko 1 walkę na 26.
W 1931, po serii 6 zwycięstw przez nokaut, doznał porażki 12 października w Nowym Jorku z czołowym bokserem wagi ciężkiej Jackiem Sharkeyem. W 1931 i 1932 dwukrotnie pokonał Kinga Levinsky’ego. 10 lutego 1933 w Nowym Jorku Carnera znokautował w 13. rundzie Erniego Schaafa, który zmarł wskutek obrażeń mózgu 4 dni później. Prawdopodobną przyczyną zgonu były jednak uszkodzenia, których Schaaf doznał kilka miesięcy wcześniej w walce z Maxem Baerem, pogłębione przez ciosy Carnery.
29 czerwca 1933 w Nowym Jorku Carnera ponownie zmierzył się z Jackiem Sharkeyem, który w międzyczasie został zawodowym mistrzem świata wagi ciężkiej. Sharkey prowadził na punkty, ale został znokautowany w 6. rundzie tracąc tytuł mistrza świata. Podnoszono zarzuty, że walka była ustawiona, lecz Sharkey odpierał je aż do śmierci.
W obronie tytułu Carnera pokonał Paulino Uzcuduna 22 października 1933 w Rzymie i byłego mistrza świata wagi półciężkiej Tommy’ego Loughrana 1 marca 1934 w Miami. W trzeciej obronie tytułu 16 czerwca 1934 w Nowym Jorku przegrał przez techniczny nokaut w 11. rundzie z Maxem Baerem. Po wygraniu czterech kolejnych walk Carnera zmierzył się 26 czerwca 1935 z niepokonanym dotąd Joe Louisem, który go pokonał przez techniczny nokaut w 6. rundzie. Później Carnera walczył z mniej znanymi przeciwnikami do 1937. W czasie II wojny światowej przebywał we Włoszech. W 1945 wznowił karierę, ale po wygraniu dwóch walk przegrał kolejne trzy z Luigim Musiną i ostatecznie zakończył karierę bokserską.
Zaczął natomiast występować z powodzeniem jako zawodowy wrestler, walcząc w organizacji National Wrestling Alliance. Dwukrotnie zdobywał tam mistrzostwo świata w wersji tag team (z Bobo Brazilem i Sandorem Szabo).
Od lat 30. występował w filmach, głównie w rolach drugoplanowych.
Zmarł w swej rodzinnej miejscowości Sequals z powodu komplikacji wywołanych cukrzycą i marskością wątroby.